# Янчево (гміна Візна)
Янчево (пол. Janczewo) — село в Польщі, у гміні Візна Ломжинського повіту Підляського воєводства.
Населення — 198 осіб (2011).
У 1975-1998 роках село належало до Ломжинського воєводства.

## Демографія
Демографічна структура станом на 31 березня 2011 року:
|          | Загалом | Допрацездатний вік | Працездатний вік | Постпрацездатний вік |
| -------- | ------- | ------------------ | ---------------- | -------------------- |
| Чоловіки | 107     | 27                 | 67               | 13                   |
| Жінки    | 91      | 21                 | 42               | 28                   |
| Разом    | 198     | 48                 | 109              | 41                   |